# Veľké Ripňany
Veľké Ripňany jsou obec na Slovensku v okrese Topoľčany v Nitranském kraji. Žije v nich přibližně 2 100 obyvatel.

## Historie
První písemná zmínka o vesnici se nachází v soupisu desátků ostřihomské kapituly z roku 1156, v němž je ves uvedena pod názvem Ripin jako součást panství hradu Topolčany. Další varianty názvu jsou: Repen (1246), Rypun (1285),  Nogrepen (1390), Welke Ripnany (1773) a od roku 1920 se vesnice jmenuje Veľké Ripňany, maďarsky Nagyrippény. Ves se vyvíjela jako městečko, které v 13. až 15. století náleželo Ludanickům, v 16.–17. století patřilo Vizkeletiům, do roku 1761 Zayovců a Ujfalussyům a následně Príleským. V 19. století byla obec majetkem Fabriciů. V roce 1570 žilo v obci 28 rodin. V roce 1598 bylo městečko zničeno Turky. V roce 1715 byly v obci vinice a 27 domácnosti a v roce 1828 žilo v 66 domech 467 obyvatel. Hlavní obživou bylo zemědělství.
Součástí obce Veľké Ripňany jsou od roku 1976 Behynce. Podle ojedinělých archeologických nálezů bylo území osídleno už v neolitu. První písemná zmínka o obci je z roku 1156 a 1222, kde je uváděna jako Beu. Pozdější názvy jako Also Beu je z roku 1505, Dolné Behince z roku 1773 a od roku 1920 Behynce.

## Přírodní poměry
Obec leží v západní části Nitranské pahorkatiny na středním toku řeky Radošinka. Odlesněné území leží v nadmořské výšce v rozmezí 157–240 metrů, střed obce leží ve výšce 174 m n. m. Část Behyniec o rozloze 751 ha leží na soutoku Radošinka a Blatnica v nadmořské výšce v rozmezí 165–244 metrů, střed obce leží ve výšce 179 m n. m. Povrch obce s širokými vrchy je tvořen mladšími terciérními jíly, které jsou pokryté spraší. Půdní typ je zastoupen hnědozemí. Celková rozloha obce je 23,6824 km², z toho v roce 2020 byla 86 % zemědělská půda. Celkové využití půdy (2020): 82 % byla orná půda, 2 % zahrady, 2 % vodní plocha. Obec sousedí:
| Radošina, Orešany | Nitrianska Blatnica | Krtovce                 |
|                   |                     | Lužany, Horné Obdokovce |
| Tekolďany         | Malé Ripňany        |                         |

## Doprava
- Železniční trať Zbehy–Radošina – jednokolejná železniční trať, na které byl zahájen provoz dne 26. listopadu 1909 se stanicí Veľké ripňany a zastávkou Behynce. Osobní doprava byla na této trati zastavena dne 2. února 2003.[10][11][12]
- Silnice II/514 z Hlohovce do Nemčic, kde se napojuje na silnici II/499.

## Pamětihodnosti
V obci je římskokatolický kostel svatého Jana Nepomuckého z roku 1592. Datum výstavby se liší, např. historie farnosti uvádí rok 1595, původní kostel narození Panny Marie přestavěný v roce 1853 v klasicistním stylu a zasvěcen svatému Janu Nepomuckému. Památky Slovenska uvádí  původně barokní kostel  postavený v roce 1692 přestavěný v roce 1853. Na rok 1692 odkazují i stránky obce. Kostel je jednolodní stavba postavena na půdorysu kříže s rovným závěrem a vestavěnou věží. Na severní straně je přistavěna oratoř, na jižní straně je sakristie. Kněžiště je zaklenuto jedním polem pruské klenby, loď má čtyři pole křížové hřebínkové klenby. Hlavní oltář z roku 1804 nese oltářní obraz svatého Jana Nepomuckého malovaný Franzem Schönem v roce 1804. Boční oltáře jsou zasvěceny Panně Marii (z doby výstavby kostela) a oltář kalvárie, barokní z 18. století, s obrazem Panny Marie. Farní kostel svatého Jana Nepomuckého náleží pod farnost Veľké Ripňany, děkanát Radošína diecéze Nitranská.
V části Behynce stojí římskokatolický filiální kostel Panny Marie Růžencové, který náleží do farnosti Radošína a byl v roce 2024 rekonstruován a znovu vysvěcen.